# Курвякова, Раиса Васильевна
Раиса Васильевна Курвякова (род. 15 сентября 1945, с. Горная Ульбинка, Восточно-Казахстанская область, Казахская ССР, СССР) — советская баскетболистка. Заслуженный мастер спорта СССР (1972).
Окончила Днепропетровский государственный университет.

## Биография
Родилась в селе Горная Ульбинка (ныне — Глубоковский район). Родители работали в местном колхозе — отец трактористом, а мать дояркой.
По окончании 8-ми классов поступила в Усть-Каменогорске в фабрично-заводское училище на специальность «маляр-штукатур». Свободное время посещала спортивные секции баскетбола, волейбола и легкой атлетики. Рослую девушку (185 см) заметил тренер Владимир Слива, по настоянию которого она выбрала баскетбол в качестве основного вида спорта. Тренер же определил для неё и спортивное амплуа «центровая» (впоследствии переквалифицировалась в форварда).
Сначала она выступала за сборную области на Спартакиаде Казахской ССР. Потом переехала в Алма-Ату, где вошла в сборную республики. Год училась в одном из ПТУ Кишинёва, выступая за местные «Трудовые резервы».
Позже оказалась в Баку, где выступала за местный «Буревестник» в высшей лиге чемпионата СССР и окончила индустриальный техникум.
В 1967 году впервые вошла в состав сборной Азербайджана, приняв участие в Спартакиаде народов СССР. Несмотря на двенадцатое место, занятое её командой, отмечая личные заслуги баскетболистки, мастерство на площадке, ей было присвоено звание мастера спорта СССР. По итогам Спартакиады была приглашена в молодёжную сборную СССР.
В 1968 году переехала в Днепропетровск, где баскетболистке дали квартиру. 11 лет выступала за «Сталь» (Днепропетровск).
В 1971 году приглашена в сборную СССР, с которой победила на чемпионате мира в Бразилии. По итогам турнира вместе с центровой Ульяной Семеновой вошла в символическую «пятерку» турнира, принеся команде 109 очков.
В 1972, 1974, 1976 гг. становилась чемпионкой Европы. В 1975 году снова стала чемпионкой мира.
В 1976 году стала олимпийской чемпионкой по баскетболу.
С 1980 года до середины 2010-х гг. занимала должность директор днепропетровской спортивной школы «Вихрь» при ДМЗ. В настоящее время — на пенсии.
Не замужем, есть сын.

## Достижения
- Чемпионка ОИ-76
- Чемпионка мира 1971, 1975
- Чемпионка Европы 1972, 1974, 1976
- Награждена орденом «Знак Почета»